# カシミール・シープドッグ
カシミール・シープドッグ（英:Kashmir Sheepdog）は、インドのカシミール地方原産の護畜犬種のひとつである。別名はカシミーリー・シープドッグ（英：Kashmiri Sheepdog）、カシミリアン・シープドッグ（英：Kashimirian Sheepdog)、カシミリアン・シェパード・ドッグ（英：Kashmirian Shepherd Dog）、カシミリアン・マスティフ（英：Kashmirian Mastiff）、BakharWal Dogなど。

## 歴史
チベットのチベタン・マスティフやヒマラヤを原産とするヒマラヤン・シープドッグなどとは親戚関係にある。古い犬種で、チベタン・マスティフをカシミール地方での飼育に適応させて改良した犬種で、紀元元年ごろには既に犬種として成り立っていたといわれる。
尚、ヒマラヤン・シープドッグと原産地が一部重複しているため、同一の犬種としてまとめられていることも多い。
主に家畜を泥棒などから守る護畜犬として使われている。他の護畜犬種と同じく、仔犬の頃から家畜の群れの中で育てられ、犬と家畜の間で絆を結ばせた上で警備を行わせた。夜間に寝ずの番を行い、家畜を盗もうとする泥棒や猛獣が現れるとどちらかが死ぬまで戦い続ける。
誕生から今日まで外部に出たことはほとんど無く、地域限定で飼育されている希少種である。

## 特徴
原始的なマスティフ犬種で、人によっては頭部の形がレトリーバーに似るともいわれている。がっしりとした筋骨隆々で骨太の体つきをしていて、非常に力が強い。ストップは浅く、マズルは太く短い。胸は広く、脚は丈夫で太い。耳は垂れ耳、尾はふさふさした垂れ尾だが、短めに断尾されることもある。コートは密度の高いロングコートで、防寒性が非常に高い。毛色はブラック・アンド・タン、ブラック、ブルー、タンなど。大型犬並みのサイズで、性格は主人家族に忠実で従順、愛情深い。しかし護畜犬種のため独立心や警戒心、自己判断力や防衛本能が高い面を持つ。このためペットとしての飼育には不向きな犬種であるが、護畜犬としての能力は一流である。しつけは主人からのみ受け付け、飼育の際には根気強い訓練も必要である。状況判断力は高い。運動量は多いが、体重が重いため激しい運動は苦手である。